# Tachyoryctes ankoliae
Tachyoryctes ankoliae é uma espécie de roedor da família Spalacidae. Pode ser encontrado no noroeste da Tanzânia e no sudoeste da Uganda.